# Empis brincki
Empis brincki är en tvåvingeart som beskrevs av Smith 1967. Empis brincki ingår i släktet Empis och familjen dansflugor. Inga underarter finns listade i Catalogue of Life.